# Assamo
Assamo hay Ina ‘Assamo (tiếng Ả Rập: أسامو) là một thị trấn ở vùng Ali Sabieh, phía đông nam Djibouti. Vào năm 2019, dân số thị trấn được ước tính là 1.211 người.

## Lịch sử
Dưới thời Trung Cổ, Assamo được cai trị bởi Vương quốc Hồi giáo Ifat và Vương quốc Hồi giáo Adal. Về sau, nó trở thành một phần của thuộc địa Somaliland thuộc Pháp vào nửa đầu thế kỷ 20. Quân đội Pháp đã xây dựng một pháo đài cổ gần đó.

## Địa lý
Assamo nằm trên một dòng sông, gần biên giới quốc tế với Ethiopia. Các thị trấn gần đó bao gồm Ali Sabieh (24 km), Ali Adde (19 km) và Guisti (18 km).

### Khí hậu
Assamo có khí hậu bán khô hạn nóng (phân loại khí hậu Köppen BSh).
| Dữ liệu khí hậu của Assamo              | Dữ liệu khí hậu của Assamo | Dữ liệu khí hậu của Assamo | Dữ liệu khí hậu của Assamo | Dữ liệu khí hậu của Assamo | Dữ liệu khí hậu của Assamo | Dữ liệu khí hậu của Assamo | Dữ liệu khí hậu của Assamo | Dữ liệu khí hậu của Assamo | Dữ liệu khí hậu của Assamo | Dữ liệu khí hậu của Assamo | Dữ liệu khí hậu của Assamo | Dữ liệu khí hậu của Assamo | Dữ liệu khí hậu của Assamo |
| Tháng                                   | 1                          | 2                          | 3                          | 4                          | 5                          | 6                          | 7                          | 8                          | 9                          | 10                         | 11                         | 12                         | Năm                        |
| --------------------------------------- | -------------------------- | -------------------------- | -------------------------- | -------------------------- | -------------------------- | -------------------------- | -------------------------- | -------------------------- | -------------------------- | -------------------------- | -------------------------- | -------------------------- | -------------------------- |
| Trung bình ngày tối đa °C (°F)          | 25.7 (78.3)                | 26.3 (79.3)                | 26.8 (80.2)                | 27.1 (80.8)                | 29.0 (84.2)                | 33.0 (91.4)                | 36.0 (96.8)                | 35.0 (95.0)                | 31.1 (88.0)                | 27.0 (80.6)                | 26.5 (79.7)                | 26.1 (79.0)                | 29.1 (84.4)                |
| Tối thiểu trung bình ngày °C (°F)       | 14.9 (58.8)                | 15.9 (60.6)                | 16.8 (62.2)                | 19.0 (66.2)                | 20.8 (69.4)                | 22.5 (72.5)                | 24.8 (76.6)                | 24.0 (75.2)                | 22.5 (72.5)                | 20.0 (68.0)                | 16.8 (62.2)                | 15.0 (59.0)                | 19.4 (66.9)                |
| Lượng Giáng thủy trung bình mm (inches) | 9 (0.4)                    | 10 (0.4)                   | 25 (1.0)                   | 30 (1.2)                   | 10 (0.4)                   | 6 (0.2)                    | 25 (1.0)                   | 45 (1.8)                   | 34 (1.3)                   | 10 (0.4)                   | 13 (0.5)                   | 5 (0.2)                    | 222 (8.8)                  |
| Nguồn: The Weather Channel              |                            |                            |                            |                            |                            |                            |                            |                            |                            |                            |                            |                            |                            |